# Wiktor Andruschtschenko (Philosoph)

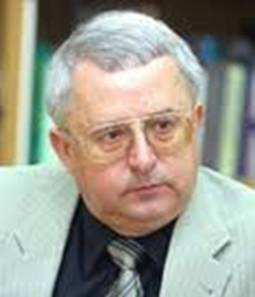
Wiktor Andruschtschenko vor 2012

Wiktor Petrowytsch Andruschtschenko (ukrainisch Віктор Петрович Андрущенко, Transliteration Viktor Petrovyč Andruščenko; * 1. Januar 1949 in Sowynka in der Oblast Sumy, Ukrainische SSR) ist ein ukrainischer Philosoph, Politiker und Universitätsrektor.

## Leben
Andruschtschenko kam im Dorf Sowynka (Совинка) im Rajon Konotop in eine ukrainische Lehrerfamilie zur Welt und besuchte ab 1955 die Volksschule im Dorf Schapowaliwka (Шаповалівка).
1966 machte er an einem Gymnasium im Rajon Konotop das Abitur und studierte anschließend bis 1968 Industrietechnik in Konotop.
Zwischen 1968 und 1970 leistete er seinen Militärdienst in der Roten Armee ab.
1970 wurde er Student an der Philosophischen Fakultät der Nationalen Taras-Schewtschenko-Universität in Kiew, wo er nach erfolgreichem Studium Doktorand, Dozent und schließlich Professor wurde.
Von 1995 bis 1999 war er stellvertretender Bildungsminister der Ukraine und daran anschließend wurde er Direktor des Instituts für Höhere Bildung der Nationalen Akademie der Pädagogischen Wissenschaften der Ukraine.
Seit 2003 ist Andruschtschenko der Rektor der Nationalen Pädagogischen Universität M. P. Drahomanow in Kiew.

## Mitgliedschaften
Andruschtschenko ist Mitglied zahlreicher wissenschaftlicher Institutionen, darunter:
- Auswärtiges Mitglied der armenischen Philosophische Akademie[2]
- Korrespondierendes Mitglied der Nationalen Akademie der Wissenschaften der Ukraine[3]
- Ordentliches Mitglied der Akademie der Pädagogischen Wissenschaften der Ukraine[2]
- Vollmitglied der Hochschule der Akademie der Wissenschaften der Ukraine[2]
- Mitglied der International Academy of Ecology and Life Protection Sciences[2]

## Ehrungen
Andruschtschenko erhielt zahlreiche Ehrungen, darunter:
- 2015 Orden des Fürsten Jaroslaw des Weisen 5. Klasse[4]
- 2013 Preisträger des Staatspreises der Ukraine auf dem Gebiet der Bildung[2]
- 2010 Ukrainischer Verdienstorden 1. Klasse[5]
- 1997 Verdienter Wissenschaftler der Ukraine[2]